# Hans Namuth
Hans Namuth, né le 17 mars 1915 à Essen dans l'Empire allemand et mort le 13 octobre 1990 à East Hampton dans l'état de New York, est un photographe américain, naturalisé en 1943, d'origine allemande. Il est connu pour ses photographies de la guerre d'Espagne en 1936-1937 et celles d'artistes américains, en particulier de Jackson Pollock, réalisées aux États-Unis à partir des années 1950.

## Biographie

### Jeunesse en Allemagne
Hans Heinz Oskar Adolf Rudolf Namuth fréquente de 1925 à 1931 l'école secondaire Humboldt d'Essen ; il s'intéresse aux arts sous l'influence de sa mère et se familiarise avec l'expressionnisme allemand et l'impressionnisme français en fréquentant les collections du musée Folkwang. Son père a adhéré au parti nazi alors que le jeune Hans Namuth est un opposant ; il est arrêté et emprisonné en 1933 pour avoir distribué des tracts hostiles à Adolf Hitler ; son père, membre de la SA, intervient et lui obtient, après sa libération, un passeport et un billet pour Paris.

### Paris et les guerres
Namuth occupe à Paris divers petits emplois pour vivre, dont ceux de plongeur et de vendeur à la criée de Paris-Soir ; il se lie d'amitié avec d'autres expatriés allemands, dont le photographe Georg Reisner qui l'initie à la photographie et qui lui propose en 1935 d'être son assistant dans son studio photographique installé à Pollença, sur l'île de Majorque en Espagne ; de retour à Paris, les deux photographes travaillent comme photojournalistes et photographes de portrait ; ils sont envoyés par le magazine français Vu pour couvrir les Olympiades populaires organisées en juillet 1936 à Barcelone en protestation contre la tenue des Jeux olympiques de Berlin.
Les premiers reportages de Namuth portent ainsi sur la guerre d'Espagne en 1936-1937 et sont publiés dans Vu,.
De retour à Paris en 1937, Namuth y poursuit sa carrière de photographe ; il se forme auprès de Joseph Breitenbach (en) qui lui enseigne les aspects techniques de la photographie. Après la déclaration de guerre de septembre 1939, les Allemands expatriés en France sont internés ; Namuth y échappe en s'engageant dans la légion étrangère. Il se rend à Marseille et, avec l'aide du journaliste Varian Fry et de son Emergency Rescue Committee, peut s'enfuir aux États-Unis en 1941.
Namuth s'engage dans l'armée américaine ; il y exerce notamment comme interprète en Angleterre, en France et en Tchécoslovaquie. À la fin de la Seconde Guerre mondiale, il quitte l'armée, après avoir reçu la Purple Heart américaine et la Croix de guerre française.

### Carrière photographique aux États-Unis
Il s'installe à New York en 1945 avec sa femme, Carmen Herrera, originaire du Guatemala, et sa fille qui vient de naître. Il y étudie la photographie avec Alexey Brodovitch, directeur artistique de Harper's Bazaar, dont il suit les cours à la New School of Social Research, et Joseph Breitenbach. Il crée son studio de photographie, fait de la photographie de mode et réalise de nombreux portraits de figures du monde culturel américain, dont Jackson Pollock et Andy Warhol. Il travaille pour de grands magazines, dont Harper's Bazaar, Life, Art News (pour lequel il réalise 9 couvertures en 4 ans, dont des portraits de Jasper Johns, Louise Nevelson, Romare Bearden et Jim Dine) et Connaissance des arts où il publie plus de 100 photographies.
Namuth et son épouse se rendent au Guatemala en 1946 ; il y photographie les Indiens de langue mam de la région de Todos Santos ; il y retourne en 1978 où il constate les dégâts d'un tremblement de terre, ainsi que les ravages de l'alcoolisme ; il publie en 1989 le livre de photographies Los Todos Santeros sur le sujet.

### Jackson Pollock
Hans Namuth et Jackson Pollock se rencontrent lors de l'été 1950, à l’occasion du vernissage d'une exposition des drip paintings récents du peintre au Guild Hall Museum d'East Hampton, et leur collaboration s'engage. La centaine de photographies ainsi que les deux courts films (un film muet en noir et blanc de six minutes ; un film plus long, parlant et en couleurs, avec Paul Falkenberg, Jackson Pollock ’51) que Namuth réalise pendant cet été 1950 montrant Pollock au travail, dans sa grange à Long Island, alors que One: Number 31, 1950 et Rythme d'automne (numéro 30) étaient en cours de réalisation, ont largement contribué à l'image de l'artiste moderne américain et, par voie de conséquence, au succès de l'école de New York,,. Une photographie notable est celle de Pollock en train de peindre, un pinceau et un seau à la main, posant le pied sur la toile posée sur le sol.
Cependant, la relation entre Namuth et Pollock se termine brutalement en novembre 1950, avec une violente altercation entre le photographe et le peintre alcoolisé, chacun traitant l'autre d'« imposteur » et Pollock renversant une table chargée de nourriture et de vaisselle devant les convives ; Pollock revient à un style plus orienté vers la figure, ce qui a amené certains à dire que les photographies et les films de Namuth avaient orienté la peinture de Pollock. Jeffrey Potter, un ami proche de Pollock, décrit Namuth comme autoritaire lors des séances, imposant à Pollock quand commencer et arrêter de peindre, ce dernier « sentait que ce qui se passait était faux ».

### Fin de vie
Hans Namuth meurt le 13 octobre 1990 à l'âge de 75 ans, des suites d'un accident de la route, alors qu'il rentrait d'une projection de son dernier film, Jasper Johns : Take an Object, au Guild Hall Museum d'East Hampton,.

### Décorations et distinctions
- Purple Heart
- Croix de guerre 1939-1945
- Médaille de la ville d'Arles, 1988[14].

## Livres de photographies
- avec Robert Capa et Georg Reisner : (fr) La grande pitié des femmes et des enfants d'Espagne, Paris, Section française du Secours international aux femmes et aux enfants des républicains espagnols, 1937, 16 p.[15].
- (en) Fifty-two artists : an exhibit portofolio, New York, Committee for the visual arts, 1973, 4 p. et 52 photographies en noir et blanc (en feuilles dans un emboîtage).
- (en) Early american tools, texte de  Marshall B. Davidson, Vérone, Olivetti, 1975.
- (en) Pollock painting, textes de Rosalind Krauss, Francis V. O'Connor et Barbara Rose, New York, Agrinde, 1980, 110 p.  (ISBN 0-9601068-6-3).
- (en) Artists 1950-81, a personal view, New York, Pace Gallery Publications, 1981, 96 p.  (ISBN 0-938608-04-5).
- (fr) L'atelier de Jackson Pollock, textes de E. A. Carmean, Jean Clay, Rosalind Krauss, Francis V. O'Connor ; traduction  Ann Hindry, Paris, Macula, coll. « L'atelier de... », 1982  (ISBN 2-86589-003-1).
- (fr) De Kooning, vite, texte de Philippe Sollers, 17 photographies de Hans Namuth, Paris, éditions de la Différence, coll. « La Vue le texte », 1988, 2 vol.  (ISBN 2-7291-0270-1).
- (en) American masters : the voice and the myth, texte de Brian O'Doherty, Londres, Thames and Hudson, 1988, 301 p.  (ISBN 978-0-500-23524-9).
- (en) Los todos santeros : a family album of Mam Indians in the village of Santos Cuchumatan Guatemala c.a. 1974-1987, Londres, Dirk Nishen, 1989, 127 p.  (ISBN 9781853780080).

## Collections
- Les photographies et archives de Hans Namuth sont conservées au Center for Creative Photography (CCP) de l'université de l'Arizona à Tucson[4].
- Bibliothèque nationale d'Espagne, Madrid[3].

## Expositions
- 4 juillet - 30 septembre 1992 : Jasper Johns : gravures et dessins de la collection Castelli, 1960-1991. Portraits de l'artiste par Hans Namuth, 1962-1989, Fondation Vincent van Gogh, Palais de Luppé, Arles.
- 30 avril - 6 septembre 1999 : Hans Namuth : portraits, National Portrait Gallery, Smithsonian Institution, Washington[1],[16].
- 4 octobre 2001 - 6 janvier 2002 : Hans Namuth. Portraits, Hôtel de Sully, Paris[17],[18].
- 10 octobre 2001 - 13 janvier 2002 : La guerre civile espagnole : des photographes pour l'histoire, Hôtel de Sully, Paris[19]

puis 10 octobre 2001 - 13 janvier 2002 : Musée national d'Art de Catalogne, Barcelone.
- juin - juillet 2003 : Los Todos: A Family Album of Mam Indians, Guild Hall Museum, East Hampton, New York[20].